# Murilo Benício
Murilo Benício Ribeiro (Niterói, 13 de julio de 1971) es un actor de cine y televisión brasileño. Ha protagonizado algunas novelas de Rede Globo como: El Clon, Chocolate con Pimienta, La favorita, Cuchicheos, Avenida Brasil y Amor de Mãe.

## Biografía
Murilo Benício Ribeiro nació el 13 de julio de 1971 en Niterói, Río de Janeiro. Hijo de Mário Luís Benício, alto funcionario del Banco de Brasil y de Berenice Ribeiro, profesora de Historia, es el menor de cuatro hermanos. Cuando tenía 8 años, al ver la proyección de Luces de Ribalta de Charlie Chaplin, decidió ser actor de cine. Al enterarse, su padre Mário Luís Benício le dijo: «Quieres estudiar teatro, ballet, te doy el dinero». Gracias al apoyo familiar, a los diez años de edad atravesó el puente Río-Niterói y plantó cara a la timidez y el tartamudeo para estudiar en el Teatro Tablado.  
En 1989, a los 18 años, Murilo partió hacia San Francisco, determinado a ser artista de cine. Para lograr ese objetivo juntó dinero y se fue a California. Curó la tartamudez cuando no sabía ni una palabra de inglés. Pese a ser de una familia de alto prestigio y tradición de Brasil, lavó ropa, limpió vidrios, fue mesero y repartidor de pizzas. En una pausa de su proyecto regresó a Brasil por vacaciones y encontró sol, muchachas y una prueba en el taller de actores de la Rede Globo. 
Después de 7 meses de preparación, en 1993 obtuvo su primer papel en la telenovela Fera Ferida y así comenzó su carrera en Brasil, donde ha hecho cine, teatro y TV. Mientras filmaba la novela Meu Bem Querer, conoció a su primer amor, la actriz Alessandra Negrini con quien se casó y tuvo un hijo, llamado Antonio. Pero luego, tras  4 años de estar juntos, Murilo y Alessandra se separaron supuestamente porque Murilo comenzó a enamorarse de la actriz Carolina Ferraz, otra de sus compañeras del set.
Después, en el año 2000, la Fox Searchlight Pictures lo llamó para filmar una película en Hollywood, titulada Woman on Top junto a la actriz Penélope Cruz. Su gran actuación en esta película lo llevó a ser nominado al premio Guiness como mejor actor. Un año después de ese gran éxito en su vida, Murilo se hizo aún más famoso al protagonizar la telenovela El Clon, la cual fue un éxito a nivel mundial. Esto lo hizo ganar millones de fans alrededor del mundo tanto así como muchos premios gracias a su actuación. Pero también fue en esa novela en donde se ganó el amor de una mujer, la actriz Giovanna Antonelli con quien compartió el set en la telenovela. Así entonces, Murilo se separó de su actual compañera, Carolina Ferraz para estar con Giovanna. Este amor fue anunciado el 13 de julio de 2002 y desde ese momento, se convirtió en unas de las parejas más consentidas por los brasileños y fans de estos dos actores. Mientras sus carreras crecían cada día más, recibieron la noticia de que Giovanna esperaba un bebé y el 24 de mayo de 2005 nació Pietro, hijo de Murilo y Giovanna. 
Pero la felicidad duró poco porque meses después se separaron por problemas en la relación, ya que Giovanna no toleraba los celos enfermizos de Murilo, reconocidos por él y por su familia. Esta ruptura fue un duro golpe para Murilo, quien tuvo que irse a la casa de su amigo Marcello Novaes mientras pasaba la situación. Pero luego el tiempo pasó, ambos siguieron con sus carreras y decidieron quedar como amigos para criar a su hijo Pietro. Esa relación duró 5 años. Mantuvo una relación sentimental con la actriz  Guilhermina Guinle con la que trabajó en la película Inesquecível (ambos trabajaron juntos en la novela TiTiTi). En 2011 anunciaron el final de la relación y actualmente es pareja de la actriz Débora Falabella, con la que actuó en las telenovelas El Clon y Avenida Brasil. Después de siete años juntos, terminaron en el 2019.

## Filmografía

### Televisión
| Año       | Título                      | Personaje                                       |
| --------- | --------------------------- | ----------------------------------------------- |
| 1993      | Fiera herida                | Fabrício                                        |
| 1994      | Hermanos Coraje             | Juca Cipó                                       |
| 1996      | Vira Lata                   | Bráulio Vianna / Dráuzio                        |
| 1997      | Por amor                    | Leonardo Barros Mota                            |
| 1998      | Mi buen querer              | Antônio Mourão                                  |
| 2000      | Esplendor                   | Cristóbal Rocha                                 |
| 2001      | El clon                     | Diogo Ferraz/Lucas Ferraz/Léo (Leandro Edvaldo) |
| 2003      | Chocolate con pimienta      | Danilo Rodrigues Albuquerque                    |
| 2005      | América                     | Sebastião Higino (Tião)                         |
| 2006      | Pé na Jaca                  | Arthur Fortuna (Tutu)                           |
| 2008      | La favorita                 | Eduardo Gentil (Dodi)                           |
| 2009-2010 | Asuntos internos            | Teniente Wilson                                 |
| 2010      | Cuchicheos                  | Ariclenes Martins / Víctor Valentin             |
| 2012      | Avenida Brasil              | Jorge "Tifón" Araújo                            |
| 2014      | Amores robados              | Jaime Favais                                    |
| 2014      | Hombre nuevo                | Jonas Marra                                     |
| 2016      | Nada Será Como Antes        | Saulo Ribeiro                                   |
| 2018      | Se Eu Fechar os Olhos Agora | Adriano Marques Torres                          |
| 2019      | Amor de Mãe                 | Raul                                            |

### Cine
- 2007 Inesquecível - Diego
- 2006 Seus Problemas Acabaram! - Dr. Botelho Pinto
- 2004 Paid - Michael Ângelo
- 2004 Sexo, Amor e Traição - Carlos
- 2002 O homem do ano - Maiquel
- 2001 Amores possíveis - Carlos
- 2000 Las mujeres arriba - Toninho
- 1999 Até que a vida nos separe - Tonho (Tônio)
- 1999 Orfeu - Lucinho
- 1997 Os matadores - Toninho
- 1994 O monge e a filha do carrasco - Ambrosius

## Premios
- Mejor actor por O Monge e a Filha do Carrasco (1994).
- Recibió el premio como mejor actor, en el Grande Prêmio Cinema Brasil por su actuación en Orfeu (1999).
- Mejor actor por Os Matadores (1997).
- Recibió una nominación al Premio Guiness como mejor actor del año por Woman on Top (2000).
- Ganó el premio de Mejor Actor de Telenovela, por O Clone (2001).
- Mejor Pareja Romántica (con Giovanna Antonelli) por O Clone (2001).
- Ganó el premio como Mejor Actor en el Festival de cine Latinoamericano en Washington, por O homem do ano(2003).
- Nominado al premio como mejor actor, por Chocolate com Pimienta (2003).
- Elegido por el público como mejor actor de telenovela por Pé Na Jaca (2006), con el 47% de los votos.
- Premio "Melhores do ano Domingão Faustão" por Dodi de A Favorita (2008).
- Premio "Gurgel de Bronze" en "Melhor Novela" como Tufão en "Avenida Brasil" (2023).